# الکس پریلسون
آلکس پریلسون (زادهٔ ۱۵ آذر ۱۳۷۰) یک اسکیت‌باز حرفه‌ای است که در سن دیگو زندگی می‌کند. پریلسون در سال ۱۳۷۸ (۱۹۹۹ میلادی) استفاده از اسکیت‌برد را آغاز کرد و در سال ۱۳۸۴ (۲۰۰۵ میلادی) به‌طور حرفه‌ای وارد این رشته شد.

## حرفه
پریلسون با عنوان «پسر محبوب سن دیگو» شناخته شده است و طبق یک ارزیابی:
از زمان ظهور اسکیت‌بازان دیگر مانند شاون وایت و رایان شکلر، هیچ اسکیت‌باز جوانی با چنین استعداد بسیاری در گروه سنی خود ظهور نکرده است… نظر همه یکسان است؛ آلکس پریلسون آینده اسکیت‌برد در سن دیگو است.

طبق مقاله‌ای در نورث کانتری تایمز، پریلسون از زمانی که در سن ۹ سالگی شروع به اسکیت‌برد سواری کرد، آرزو داشت که یک اسکیت‌باز حرفه‌ای شود. او ور این باره می‌گوید:
"این کار سرگرم‌کننده به نظر می‌رسید، بنابراین یک اسکیت‌برد برای خودم گرفتم و بیشتر و بیشتر با آن بازی کردم و به جایی رسید که روزی شش ساعت در اسکیت‌پارک بودم."
در سن ۱۳ سالگی، او در رقابت دام آم ورت در کاستا مسا، کالیفرنیا، مقام اول را کسب کرد و در دور نهایی خود یک حرکت ۵۴۰ را اجرا کرد. فعالیت حرفه‌ای او در سال ۱۳۸۴ (۲۰۰۵ میلادی) آغاز شد، زمانی که در سن ۱۶ سالگی، در مسابقات جهانی اسکیت‌برد اِل‌جی در منچستر، انگلستان، مقام دوم را کسب کرد و جایزه‌ای به مبلغ ۲۰٬۰۰۰ دلار دریافت کرد. از آن زمان، او در رویدادهایی در کپنهاگ، مکزیکو سیتی، دبی و مکان‌های مختلفی در ایالات متحده شرکت کرده است.
برای پیشرفت بهتر در حرفه‌اش، پریلسون از کلاس دهم دبیرستان گروسمونت انصراف داد تا به مدرسه کارآموزی سن دیگو برود و از انعطاف بیشتری در برنامه‌اش برخوردار شود. این انتخاب به معنای از دست دادن بازی‌های فوتبال دبیرستان و جشن‌های پایانی سال تحصیلی برای او بوده است، اما او اظهار کرد: «به هر حال به این رویدادها نمی‌رفتم و از آن‌ها خوشم نمی‌آمد.»
او جوان‌ترین اسکیت‌باز در زمینه اسکیت‌برد عمودی است و همچنین تنها تازه‌کار به‌شمار می‌رود. او در تور اِی‌اِس‌تی ۲۰۰۷ شرکت کرد و از میان ده شرکت‌کننده، مقام ششم را کسب کرد و در مصاحبه‌ای با روزنامه «واشینگتن پست» گفت: «احتمالاً این‌ها بهترین اجراهایی است که تا به حال در زندگی‌ام داشته‌ام.» او برای کسب مقام چهارم در ایکس گیمز در لس آنجلس جایزه‌ای به مبلغ ۸٬۰۰۰ دلار دریافت کرد. او با اجرای پشت سر هم ۵۴۰ و ۷۲۰ موفق به دریافت این جایزه شد.
سپس او در اولین تلاشش در مسابقات پاناسونیک اوپن برای تور ای‌تی اس موفق به کسب صلاحیت شد و در همان فصل برای جایزه Trick of the Week در مسابقات رایت‌گارد نامزد شد، که طبق مقاله‌ای در روزنامه «سان دیگو یونین-تریبیون»، آن تابستان برای این ورزشکار جوان «تابستانی درخشان» بوده است.
او در مورد اهداف بلندمدت خود، گفته است:
تونی هاوک (۳۹ ساله) قادر است کارهای زیادی انجام دهد… نمی‌دانم برای اسکیت‌برد سواری در این سن چه چیزی لازم است، اما امیدوارم که بتوانم این کارها را من نیز انجام دهم. می‌خواهم تا زمانی که می‌توانم اسکیت‌برد سواری کنم.
در ژوئیه ۲۰۰۹، در مسابقات مالوف مانی کاپ که به‌وسیله مانستر انرژی درینک در کاستا مسا، کالیفرنیا برگزار شد، او چهارمین شخصی شد که موفق به اجرای حرکت حرکت ۹۰۰ شد. او جایزه ۷۵٬۰۰۰ دلاری را برنده شد و با اجرای ۹۰۰، جایگاه شماره یک خود را در مسابقات عمودی تضمین کرد.

## حامیان مالی
حامیان مالی اسکیت‌برد پریلسون شامل ونس، راک‌استار انرژی درینک، پروتک، برونسون اسپید کو، تندر تراکس، اسپیتفایر ویلز، اسکلتون کی ام‌اف‌جی، رندمز هاردور، استراتوسفر اسکیت شاپ، پارادوکس گریتپِیپ و ۱۸۷ کیلر پدز هستند.

## زندگی شخصی
پریلسون پیش‌تر در بونیتا، کالیفرنیا زندگی می‌کرد. او یک خواهر بزرگ‌تر و یک برادر کوچکتر به نام براندون دارد که او نیز اسکیت‌باز است؛ پدرش، گلن، یک متخصص قلب است.